# Alsókaznacs
Alsókaznacs település Romániában, Szilágy megyében.

## Fekvése
Szilágy megyében, a Réz-hegység alatt, a Berettyó folyó jobb partján, Ipp és Detrehem között fekvő település.

## Története
Alsókaznacs egykor Kraszna vármegyéhez tartozott, ahol régebben négy Kaznacs nevű település is létezett. Mára csak kettő: Alsókaznacs és Felsőkaznacs van.
Nevük 1205-1235 között Coznics, 1341-ben Coznich, Koznich, Alsókaznach, Felsőkaznach néven volt ismert.
Kaznacs első nyoma a Váradi regestrumban található egy peres üggyel kapcsolatosan.
Alsó-Kaznacs régen nem a mai helyén feküdt. A Berettyó gyakori áradásai elől költözött Ciunta-ról a mai helyére.
1341-ben birtokosai Sandryn (vagy Sadan) fiai Mezei (de Mezew) Miklós és Jakab voltak a váradi káptalannak Károly Róbert királyhoz küldött jelentése szerint.
1481-ben Losonczi Bánffy András bácsi nagyprépost birtoka volt, aki e birtokát elzálogosította Losonczi Bánffy Mihálynak.
1537-ben Somlyói Báthory István fiait Andrást, Kristófot és Istvánt iktatták be a birtokba.
1590-ben Valkóvár tartozéka volt és Nagyfalusi Serédi István, Nyvedi Horváth Mihályné (Várday?) Erzsébet és Ikadiai Palicz Györgyné (Várdai?) Dorottya mint felperesek perelték Bánffy Pál és Bánffy Miklós fiait, kikre Pál halálával szállt a per. A birtokot Báthory Zsigmond erdélyi vajda ítélőlevele alapján a Bánffy család férfi örököseinek adták.
1648-ban I. Rákóczi György fiának II. Rákóczi Györgynek adományozta.
1759-ben Alsó-Kaznach birtokot két egyenlő részre osztották Bánffy Ferenc és Boldizsár.
1777-ben a kincstár Alsókaznacs birtokot Cserei Farkas udvari tanácsosnak adta.
Az 1806-ban végzett összeírás szerint a település birtokosai voltak: gróf Bánffy, báró ánffy, Orgoványi, Válly, Láposi, Kabos, Kolumbán, Szombatfalvi, Székely, Bideskuti, Ladányi, Egri, Guti, Izsák, Ajtai, Péterfi, Fogarasi, Marinka, Keresi és Margitás birtokos nemes családok.
Az 1847-ben végzett összeírás szerint Alsókaznacsnak 440 lakosa volt, valamennyi görögkatolikus.
1890-ben 453 lakosából 6 magyar, 15 német, 429 oláh, 3 egyéb nyelvű, ebből 2 római katolikus, 369 görögkatolikus, 24 izraelita. A házak száma 84 volt.
Alsókaznacs a trianoni békeszerződés előtt Szilágy vármegye Szilágysomlyói járásához tartozott.

## Nevezetességek
- Egykori görögkatolikus, ma ortodox kőtemploma - 1859-ben épült. Anyakönyvet 1825-től vezetnek.